# Edit Björkholm
Edit Matilda Björkholm, född 14 mars 1899 i Pedersöre, död 5 april 1987 i Jakobstad, var en finländsk författare.
Björkholm var utbildad folkskollärare, men kom att försörja sig som torpare samtidigt som hon skrev noveller och kåserier för olika publikationer. Hon debuterade som 61-åring med romanen Vårströmmar (1960). Efter den utkom Prostens torpare (1962), Nya vägar (1965), Två kvinnor (1974), Ulla och arbetet (1980) och till sist Mågkroken (1985), som Björkholm gav ut som 86-åring.
I sitt författarskap skildrade Björkholm folklivet på landsbygden.